# 姜金和
姜金和（1515年—1568年），字节之，号晋斋，江西饒州府鄱陽縣（江西鄱阳县）人，民籍，明朝探花、政治人物。

## 生平
嘉靖二十五年（1546年）丙午科江西鄉試第三十三名舉人，嘉靖二十九年（1550年），登庚戌科會試二百八十二名，廷試第一甲第三名進士。授翰林院編修，三十七年十二月升侍讀，嘉靖四十三年十一月升任左春坊左谕德兼翰林院侍讀，掌南京翰林院事。穆宗继位，充任《世宗实录》纂修官，隆庆元年（1567年）十月升任南京国子监祭酒，二年二月因病致仕，归乡去世。

## 著作
著有《晋斋遗集》。

## 家族
曾祖姜憲，伊府長史；祖父姜信，贈刑部郎中；父姜地，浔州知府。母范氏（封宜人）。具慶下。弟姜金礪。長子姜之浩，字可孟；次子姜之泗，字可孔，孫姜荃林，崇祯十年丁丑進士。